# Tribut
Tributul (din  limba latină tributum) reprezintă o obligație în bani sau bunuri plătită de o entitate politică sau statală unei alteia în semn de respect sau, așa cum s-a întâmplat de-a lungul istoriei, ca o recunoaștere supunerii sau ca dovadă a loialității. O serie de stat cunoscute ca  „suzerane”  primeau tributul de la regiunile pe care le cuceriseră sau pe care  le amenințau cu ocupația militară. În cazul alianțelor se obișnuia ca aliații mai puțin puternici din punct de vedere militar să plătească celor mai puternici un tribut ca dovadă a loialității sau pentru finanțarea proiectele militare comune. 
Termenul mai este folosit și în cazul unor taxe religioase folosite pentru întreținerea templelor sau a unor situri considerate sacre. 
În antichitate, Atena primea tribut de la orașele Confederației de la Delos. Imperiile Asirian, Babilonian sau Roman primeau tribut de la provinciile sau regatele pe care le supuseseră. Imperiul Chinez a primit tribut de la o serie de state precum Japonia, Coreea, Vietnam, Cambodgia, Borneo sau Indonezia. 

## Tributul în China Antică
China Antică a dezvoltat un sistem al tributurilor, prin care asigura controlul administrativ și comercial asupra vecinilor. Plata tributului de către aceștia din urmă era în conformitate cu filozofia confucianistă și era văzută de chinezi asemenea obligațiilor care decurgeau din relațiile dintre părinți și copii, în care fii își dedicau o parte a posesiunilor pentru întreținerea celor în vârstă. Alături de plata tributului, în China se practica și căsătoria politică, între reprezentanții puterii suzerane și cei ai tributarilor
China a primit de asemenea tribut din partea unor state aflate sub influența filozofiei confucianiste, cărora le oferea în schimb produse chinezești și recunoaștere suveranității. De-a lungul întregii istorii antice, o serie de state au plătit tribut Chinei: Japonia, Coreea, Vietnam, Cambodgia, Borneo sau Indonezia . 

În conformitate cu însemnările din Istoria fostei dinastii Han, mai multe triburi japoneze (așa numita națiune  Wa) intraseră deja în relații cu China în primul secol al erei noastre. Japonia a încetat să mai plătească tribut Chinei în timpul perioadei Heian (794 – 1185), fără însă ca prin aceasta să-și pericliteze schimburile comerciale cu fosta putere suzerană. Deși Japonia a redevenit sub suzeranitatea Chinei în timpul perioadei Muromachi, (1336 – 1573), nu a reluat și plata tributului
În conformitate cu una dintre cronicele coreene, Samguk Sagi (삼국사기, 三國史記), regii Goguryeo au trimis un ambasador la curtea împăratului Guangwu din  dinastia Han în anul 32. În urma acestei misiuni diplomatice, împăratul chinez i-a recunoscut titlul de rege conducătorului coreean.. Relațiile de vasalitate dintre China și Coreea au fost stabilite în timpul perioadei „celor trei regate coreene”.. Aceste relații au continuat până la înfrângerea Chinei în războiul cu Japonia din 1894-1895.. 
În tradiția chineză este o diferență clară între „tribut” și „dar” („gong”貢). Împărații Chinei, în ciuda faptului că au fost obligați în anumite momente ale istoriei să plătească sume de bani sau să ofere bunuri unor puteri care amenință granițele statului (așa cum a fost cazul împăraților dinastiilor Han sau Song, care au mituit triburile nomade mongole), acestea erau etichetate ca „daruri”. A existat un singur caz când un stat chinez a plătit tribut și anume dinastia Song a fost obligată să plătească tribut dinastiei Jin, ai cărei lideri se considerau moștenitorii de drept al titlului de „Împărat al Cerurilor”. 

## Tributul islamic
Vedeți și: Jizia
Legea islamică stabilea  jizya sau jizyah (în limbile limba arabă: جزية, turcă otomană; cizye, ambele derivate din cuvântul persan gaziyat), o taxă per capita cerută de la cetățenii nemusulmani, o taxa suplimentară impusă populației de altă religie decât islamul, din interiorul granițelor statului islamic (califatului). Jizya este un impozit tip "capitație" (funcție de numărul de persoane și nu funcție de avere sau dimensiunea proprietății funciare, în contrast cu alt impozit musulman, anume haraciul (kharaj (arabă), harac (turca otomană)). 
Din punctul de vedere al monarhilor musulmani, jizya era dovada de necontestat a acceptării de către nemusulmani a supunerii față de stat și legile sale, care la rândul lui își aroga dreptul moștenire a statelor sau regiunilor pe care le luaseră în stăpânire. În schimbul tributului, nemusulmanii aveau permisiunea să-și practice liber credința, să se bucure de autonomie administrativă limitată, de protecția autorităților musulmane împotriva agresiunii externe și să fie scutiți de serviciul militar obligatoriu și de plata zakatului (taxa obligatorie plătită de cetățenii musulmani). 
Această taxă plătită doar de nemusulmani își găsește justificarea în versetul coranic 29 din surata 9 ("al-tawba"), care descrie explicit funcția jizya. O altă sursă legală a reprezentat-o așa-numitele prescripții ale lui Omar ('Umar), prin care acest calif a schimbat, degrandându-l, statutul nadjaranienilor. Nadjaranienii erau o republică creștină (o oază importantă, întinsă pe o fâșie de 100 km, azi corespunzând aproximativ provinciei cu același nume din Arabia Saudită), unul dintre principalele focare ale creștinismului nestorian în Peninsula Arabică. În 632,  Mahomed a încheiat cu ei un tratat de protecție (ahd ad-dhimma), însă odată ce statul islamic a devenit un puternic imperiu, arabii musulmani au simțit nevoia să reducă drepturile nadjaranienilor, care și așa erau umilitoare, și asta s-a întâmplat prin așa-numitele prescripții ale lui Omar, al cărui model va fi reprodus mai jos, pentru evaluarea exactă a naturii statutului de dhimmi și funcției de instrument de umilire a jizyei.     
Regii creștini din Peninsula Iberică au tradus termenul jizya ca tributo și au aplicat taxa în toate teritoriile cucerite de către Imperiul Spaniol și cel Portughez în Lumea Nouă..

## Tributul în Europa Occidentală medievală

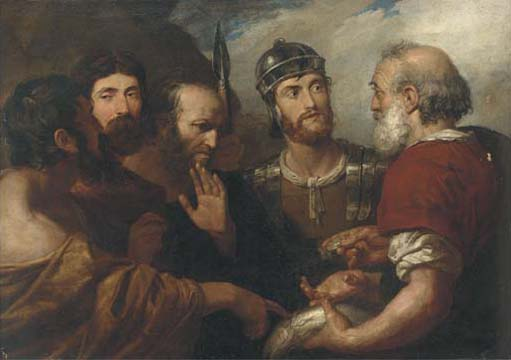
Banii de tribut, tablou de George Hayter, 1817

Triburile medievale precum vikingii sau celții, care obișnuiau să execute incursiuni de pradă, erau dispuse să cruțe teritoriile vizate dacă potențialele victime erau de acord să ofere bani și bunuri în schimbul securității. 

Nobilii feudali pretindeau plata unui tribut din partea vasalilor și țăranilor de pe moșiile lor în schimbul protecției. Taxele plătite erau mai apoi folosite pentru recrutarea și plata armatelor profesioniste în lupta cu vecinii agresivi. Acest tribut avea să evolueze în impozitul medieval, care a coexistat alături de o taxă cerută de biserică, zeciuiala. 
În perioada Reconquistei spaniole, regii spanioli au cucerit unele teritorii stăpânite până atunci de mauri, pe care nu au avut capacitatea să le colonizeze cu creștini și să le apere. De aceea, ei s-au mulțumit la început să pretindă plata unui tribut, parias. 

## Vezi și
- Bir de haraci